# Fragile (Saron Gas)
Fragile è l'album di debutto, pubblicato nel 2000, del gruppo musicale sudafricano Saron Gas, che in seguito ha cambiato il proprio nome in Seether.

## Tracce
1. Beer – 2:47
2. 69 Tea – 3:36
3. Pride – 4:22
4. Fine Again – 4:03
5. Empty – 4:15
6. Tied My Hands – 5:12
7. Take Me Away – 3:31
8. Driven Under – 4:30
9. Stay and Play – 3:05
10. Your Bore – 3:40
11. Pig – 4:27
12. Dazed and Abused – 3:08

### Bonus Tracks
1. Gasoline – 2:46
2. Tied My Hands (Acoustic) – 4:48
3. Senseless Tragedy – 3:16

## Formazione
- Shaun Morgan - chitarra, voce
- Dave Cohoe - batteria, voce secondaria
- Dale Stewart - basso, voce secondaria